# Domingos de Gusmão Araújo
Domingos de Gusmão Araújo (Lugar da Bajouca, Lanheses, 6 de Junho de 1889 - Douro, 19 de Dezembro de 1959) foi um filósofo e professor português que foi um dos fundadores do movimento monárquico Integralismo Lusitano.

## Biografia
Filho de Francisco José de Araújo, proprietário rural, de Lanheses, mas vai viver para Refóios do Lima com seus tios padres Manuel e António Araújo. Frequentou os liceus de Ponte de Lima e de Braga, passando em 1908 para o Curso Superior de Letras de Lisboa.
Estando a frequentar o terceiro ano dessa faculdade, quando começa uma enorme perseguição à religião católica que ocorreu logo após a implantação da República em Portugal, e em Maio de 1911 parte para a Galiza para se juntar às hostes contrarrevolucionárias monárquicas de Paiva Couceiro. Por isso, pela sua ausência de Portugal e pelas suas convições políticas contra a República Portuguesa, foi julgado à revelia pelo tribunal marcial de Braga e condenado a seis anos de prisão
Acompanhou depois o grupo de portugueses expatriados, no início do século XX, que foram estudar para a Bélgica devido à perseguição à religião católica que ocorreu após a implantação da República em Portugal.
Nessa altura, Gusmão Araújo frequentou vários locais de ensino nomeadamente a Universidade de Lovaina, sendo aí estudante de Filosofia.
Nesse ambiente, em Maio de 1913, por sua iniciativa e de mais alguns rapazes emigrados como ele em Gante, tais como Luís de Almeida Braga e Rolão Preto entre outros, constroem a revista "Alma ̈Portugueza", da qual assume o lugar de Diretor executivo, e logo se anunciando como “órgão de imprensa do referido «Integralismo Lusitano»”, de efemera duração mas que pela primeira vez aparece concretamente formulado, embora num sentido puramente literário, o nacionalismo português. Nome e movimento nunca anteriormente anunciado, embora ainda sem um sentido político totalmente definido.
A sua estreita colaboração depois transita para uma nova revista Nação Portuguesa, nascida ainda em 1913, onde Alberto de Monsaraz será antes o diretor.
Em 1916 regressa a Lisboa e começou a lecionar no Liceu de Camões.
Em 1918 casa-se com Laura Estrela da Silva, de quem teve um filho.
A quando da fundação do Instituto António Sardinha, a 19 de Abril de 1926, pouco mais de um ano após a sua morte, na aprovação dos seus Estatutos, salienta-se a sua estreita ligação com a referida revista “Nação Portuguesa”, onde se transcreve parte do discurso pronunciado por Gusmão Araújo na efeméride.
Vem a escrever igualmente na revista "Ordem Nova" em que um dos seus artigo ataca a Democracia.
Terá igualmente, no entretanto, tirado o curso de Direito na Universidade de Coimbra.
Até 1933 a exercer as funções reitor do Liceu Gonçalo Velho, em Viana do Castelo, e professor de literatura portuguesa na Universidade de Poitiers em França.
Finalmente, quando se reformou, em 1957, estava a dar aulas no Liceu de Viseu e passou a residir numa sua quinta no Douro onde dois anos mais tarde vem a falecer.